# Steinitz (Jerichow)
Steinitz ist ein Ortsteil der Ortschaft Jerichow der Stadt Jerichow im Landkreis Jerichower Land in Sachsen-Anhalt, (Deutschland).

## Geografie
Der Ort liegt zwei Kilometer nordnordöstlich von Jerichow und fünf Kilometer östlich der Elbe. Das in seinem Charakter gut erhaltene Straßendorf ist ringsum von Agrarflächen umgeben.
Die Nachbarorte sind Kabelitz im Norden, Wust und Melkow im Nordosten, Klein-Mangelsdorf und Mangelsdorf im Osten, Redekin im Südosten sowie Fischbeck im Nordwesten.

## Geschichte
Die ersten schriftlichen Erwähnungen des Ortes stammen aus dem Jahr 1172. Damals wurde er darin mit den Namen „Stenisse“ und „Stenitz“ verzeichnet.
Zum Stichtag 1. Dezember 1910 zählte Steinitz 97 Einwohner. Der Ort gehörte zu diesem Zeitpunkt zum Kreis Jerichow II, Regierungsbezirk Magdeburg, Provinz Sachsen im Königreich Preußen.
Am 20. Juli 1950 wurde die bis dahin eigenständige Gemeinde Steinitz nach Jerichow eingemeindet.

## Kultur und Sehenswürdigkeiten
Die evangelische Dorfkirche Steinitz wurde 1714/1715 errichtet und ist als Baudenkmal im Denkmalverzeichnis des Landes Sachsen-Anhalt verzeichnet.